# Hotel Schloss am Meer

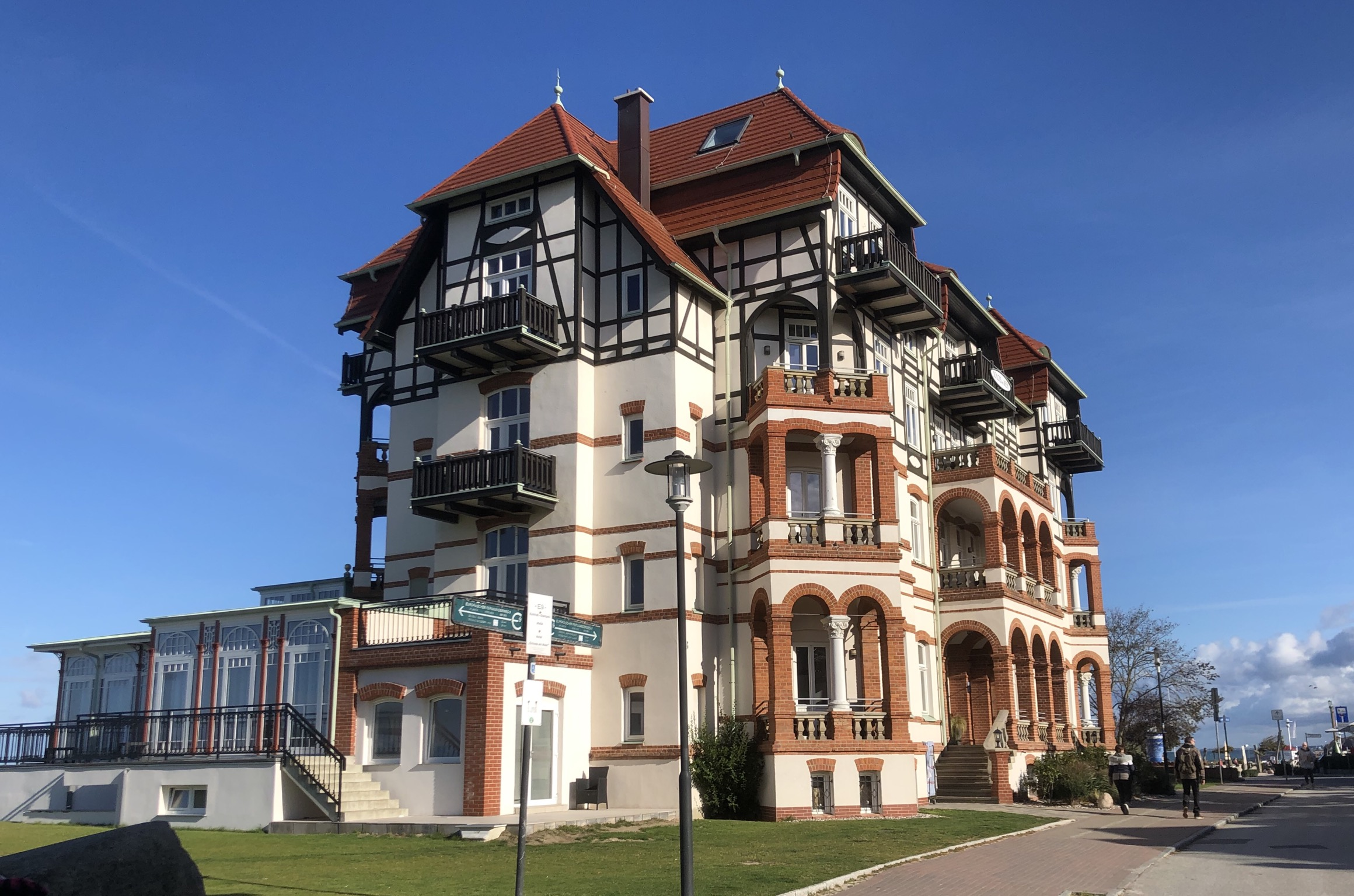
Hotel Schloss am Meer, 2020

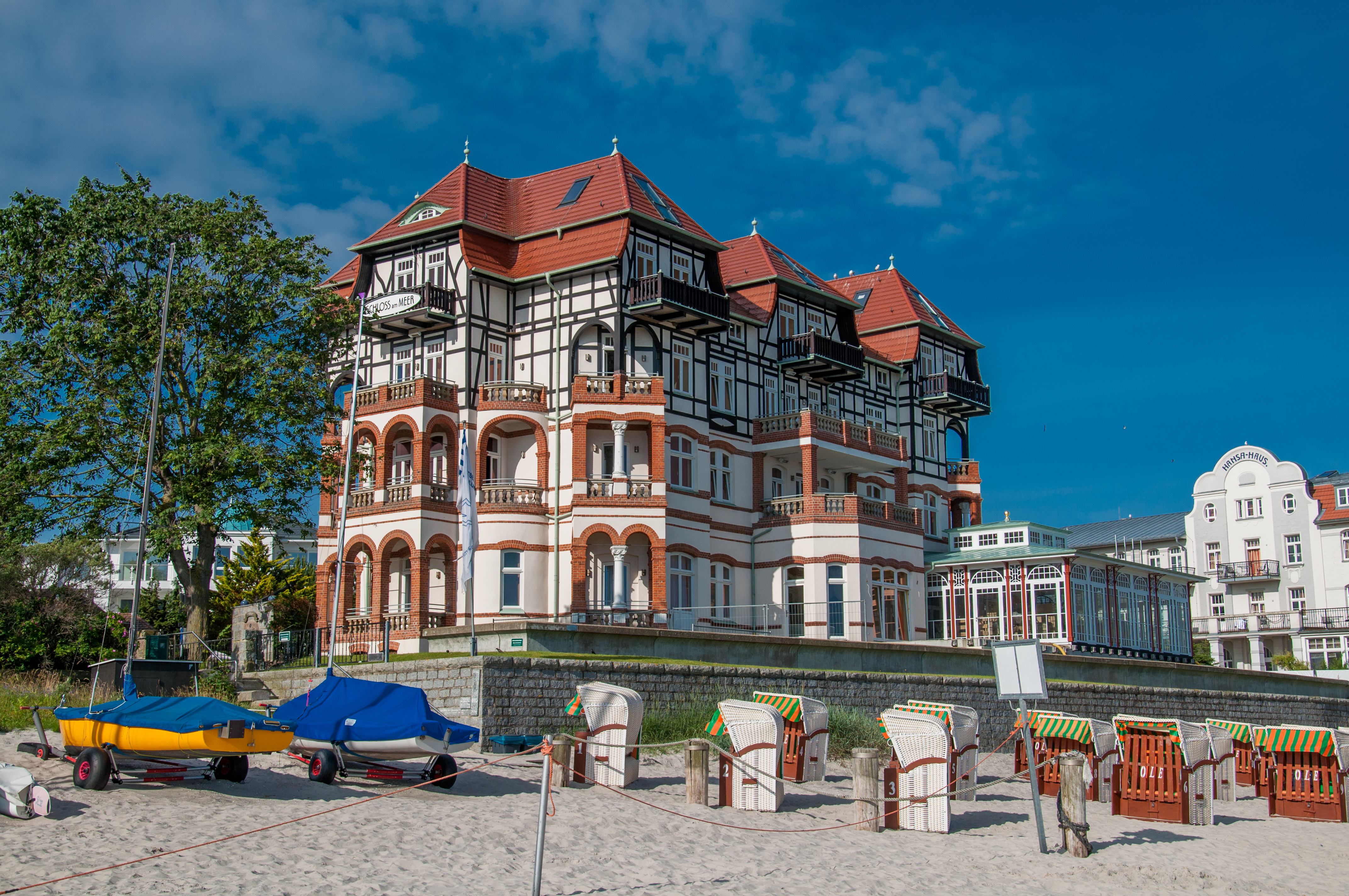
Nordseite, 2017

Das Hotel Schloss am Meer ist ein denkmalgeschütztes Hotel in Kühlungsborn in Mecklenburg-Vorpommern. Es wird gemeinsam mit dem benachbarten Hansa Haus am Meer betrieben.

## Lage
Es befindet sich im Ortsteil Arendsee (Kühlungsborn-West) unmittelbar an der Ostseeküste, auf der Nordseite der Tannenstraße, an der Adresse Tannenstraße 8.

## Architektur und Geschichte
Das Hotel Schloss am Meer entstand in den Jahren 1901/02. Zuvor befand sich an dieser Stelle eine Fischerkate. Der Entwurf stammte von der vor Ort in Arendsee ansässigen Bauherrin Johanna Breutz. Der Bau war zunächst nur zweigeschossig und mit einem Flachdach bedeckt. Er wurde als Hotel Pavillon betrieben. 1912/13 wurde das Gebäude um zwei Etagen im Fachwerkstil aufgestockt und in Hotel Schloss am Meer umbenannt. Seitdem präsentiert sich das Gebäude in dunklem Fachwerk, mit weißen Putzflächen und Bändern aus roten Ziegeln.
Geschäftsführer war seit 1901 Herr Hagemeister, der 1922 das Hotel erwarb. Später gehörte es Hans Bergemann. Nach dem Zweiten Weltkrieg betrieb die sowjetische Kommandantur im Haus ein Lazarett. Kurzfristig diente es auch als Unterkunft für Vertriebene. Am 31. Juli 1946 verkaufte Bergemann das Hotel an Magarete Neitzel, geborene Grützmacher aus Schwerin. Eine Wiedereröffnung des Hotelbetriebs unterblieb aber zunächst, da es noch als Vertriebenenunterkunft diente. Neitzel verstarb, obwohl erst Anfang 50, bereits am 3. Februar 1947. Die Erben verkauften das Gebäude zum 1. Januar 1948 an Hertha Spenker, geb. Steffen aus Rostock. Spenker verkaufte das Hotel noch im gleichen Jahr an die Stadt Rostock weiter, die ein Kinderheim einrichten wollte. Die Volkssolidarität Rostock renovierten das Haus und eröffneten es 1949 als Kinderheim.
Die Nutzung als Kinder-Kur- und Landschulheim endete 1958. Es folgte eine Nutzung als Ferienheim des Freien Deutschen Gewerkschaftsbunds (FDGB). Wegen Baufälligkeit wurde das Objekt Ende 1988 geschlossen. Es folgte eine Sanierung durch den Spezialbau Potsdam. Noch vor Fertigstellung der Sanierung gelangte das Hotel in Folge der friedlichen Revolution in der DDR an die Treuhandanstalt, die das Hotel an Krechlok & Unger verpachtete. Krechlok & Unger setzten sich in einer Verkaufsausschreibung dann wohl gegen 155 Bewerber durch und erwarben das Haus. 2009 erwarb Egon Flemming aus Wismar das Haus, der eine Sanierung begann und das Hotel kurzzeitig bewirtschaftete. Schon 2013 erwarb es Mathias Wagner. Er führte eine teilweise Sanierung durch und eröffnete das Hotel im Juli 2014 neu. 
Ein neuer Eigentümerwechsel fand im Frühjahr 2018 statt. Bis Weihnachten 2018 wurden acht neue Zimmer geschaffen. Im Kellergewölbe wurden im Herbst 2019 ein Pool und eine Sauna eingebaut.